# 宇高香里
宇高香里（うたか かおり）は日本の歌手。大阪府堺市出身。2002年9月にたこボールキッズと一緒に「たこやきのうた」のビデオをリリース、翌月にはシングルでメジャーデビューした。
地元の漁協の主催であったりんくうタコカーニバルにも出場。CDリリース当時は、関西を中心に公園やレジャー施設でライヴを行っていた。現在も堺市在住だが、詳しい状況は不明。2006年には「たこやきのうた」が韓国出身のToriにカヴァーされ、Toriが来日した際に宇高も駆けつけた。また、柴田かおりがリリースした「たこやき音頭」のカップリングには、宇高が歌った「たこやき節」が収録された。